# Nikolay Gryazin
 (juillet 2025).
Si vous disposez d'ouvrages ou d'articles de référence ou si vous connaissez des sites web de qualité traitant du thème abordé ici, merci de compléter l'article en donnant les références utiles à sa vérifiabilité et en les liant à la section « Notes et références ».
Nikolay Gryazin, né le 7 octobre 1997 à Moscou, est un pilote automobile russo-bulgare. Engagé en rallye depuis 2016, Gryazin compte plusieurs victoires en championnat d'Europe des rallyes, ainsi qu'en WRC-2. Il a notamment remporté le titre ERC Junior U28 en 2018.
Depuis 2024, il est engagé en compétition sous licence bulgare.
Il est principalement co-piloté par Konstantin Aleksandrov.

## Biographie
Nikolay Stanislavovich Gryazin naît le 7 octobre 1997 à Moscou. Il est le fils du pilote de rallye Stanislav Gryazin et le frère cadet du pilote Vasiliy Gryazin.

### Débuts
Avec leur soutien de sa famille, Gryazin s'engage en 2016 dans les catégories juniors du Championnat d'Europe des Rallyes. Il dispute une saison complète en catégorie ERC-3 au volant d'une Peugeot 208 R2. Dès le début de la saison, le Russe se montre très rapide mais manque de régularité. Après quatre abandons consécutifs, il remporte sa première victoire dans la catégorie lors du rallye de Pologne. Il obtient un nouveau podium au rallye de Zlín en République tchèque. Il termine quatrième du championnat ERC-3.

### 2017–2018: ERC & Lettonie
En 2017, Gryazin délaisse la catégorie ERC-3 pour s'engager dans un programme complet au sein de la catégorie reine de l'ERC au volant de la Škoda Fabia R5. Il s'engage également dans le championnat de Lettonie des rallyes et sur quelques épreuves régionales à travers l'Europe. Ses débuts en championnat d'Europe sont difficiles, marqués par plusieurs erreurs de pilotage, avec pour meilleur résultat une 5ᵉ place au rallye des Açores. En fin de saison, le Russe se distingue en s'imposant devant au Rallye Liepāja devant Kalle Rovanperä. Il termine septième du championnat et décroche la deuxième place dans le trophée des pilotes de moins de 28 ans. Dans le championnat de Lettonie, il remporte trois victoires et termine vice-champion. En parallèle, Gryazin obtient plusieurs podiums et victoires lors de rallyes en Estonie, en Slovénie et en Finlande.

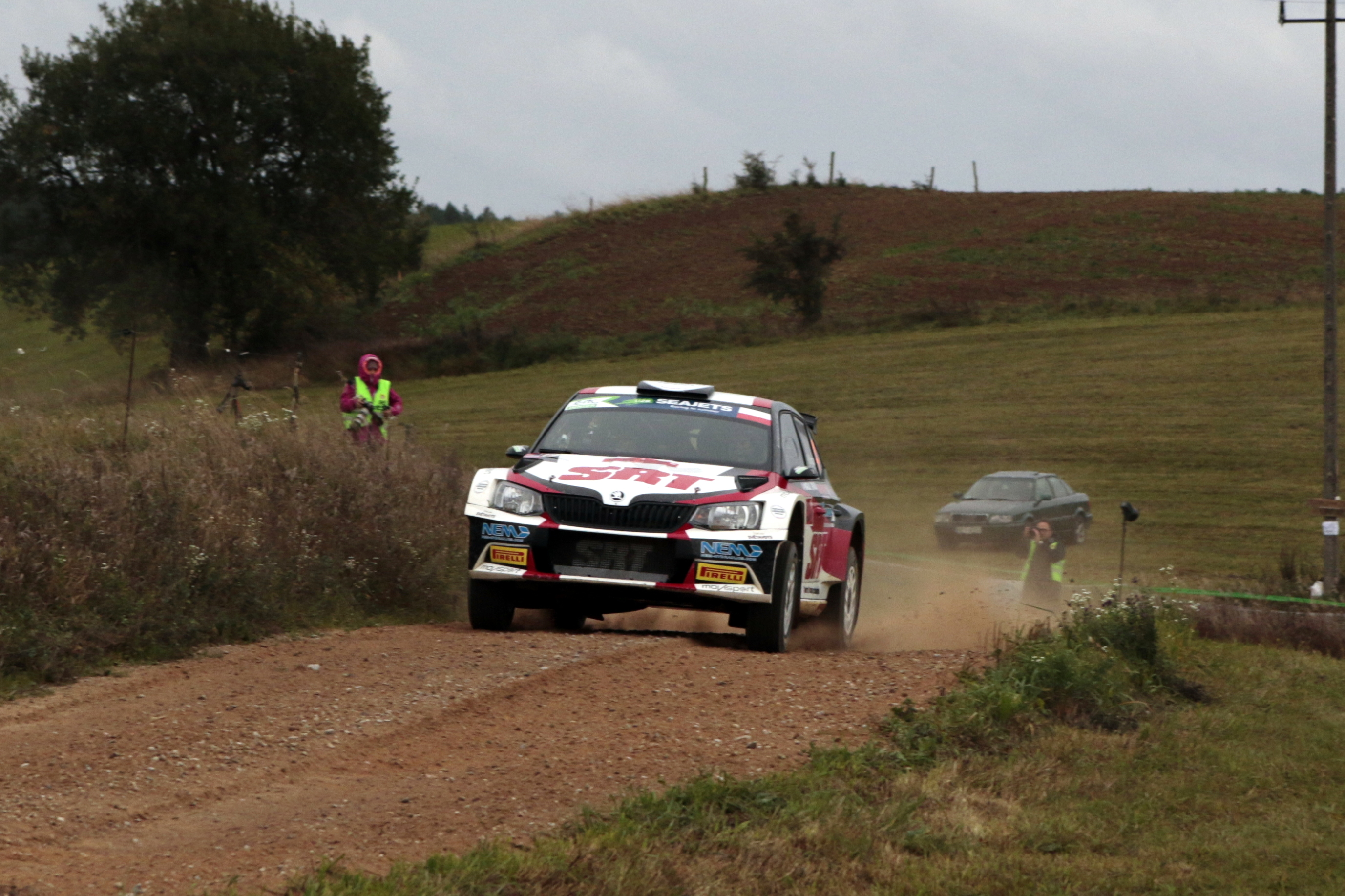
Nikolay Gryazin competing at the 2018 Rally Poland.

En 2018, Gryazin remporte deux victoires en ERC et terminant vice-champion, décrochant aussi le titre U28. Il s'impose également à trois reprises en Lettonie (terminant 3ᵉ au championnat) et en Finlande (il termine également 4ᵉ du championnat finlandais). Il s'impose également en Pologne, Lituanie, Italie, Suède et Norvège.

### 2019–2025: WRC-2

#### 2019
Pour 2019, Nikolay Gryazin et Sports Racing Technologies annoncent leur engagement pour une saison complète en WRC-2, marquant ainsi ses débuts en championnat du Monde des Rallyes. Après avoir remporté deux épreuves en Norvège, Gryazin fait ses débuts en WRC au rallye de Suède, terminant 15ᵉ au général et 5ᵉ en WRC-2. Lors de sa manche suivante en Corse, il termine 12ᵉ du classement général et obtient son premier podium en WRC-2 avec une 2ᵉ place, profitant des abandons des favoris habituels. Il s'impose ensuite en Finlande, devant le local Jari Huttunen. En Allemagne, il termine vingtième au général et cinquième en WRC2.

#### 2020
Pour la saison 2020, le Russe rejoint Hyundai Motorsport pour un programme avec une Hyundai i20 R5 d'usine. Il débute la saison avec une troisième place au Rallye Monte-Carlo. Lors du rallye suivant, en Suède, il termine sixième. Au Mexique, il termine deuxième derrière Pontus Tidemand.

#### 2021
Non retenu par Hyundai à l'issue de la saison précédente, le Russe s'engage avec une Volkswagen Polo R5 de l'équipe Movisport. Pour sa première course de la saison, Gryazin termine troisième en WRC-2 lors de l'Artic Rally en Finlande (épreuve remplaçant le rallye de Suède). En Belgique, il termine deuxième de la catégorie. Lors du Rallye de Grèce, il s'engage avec Ford Fiesta R5 Mk. II gérée par M-Sport et termine troisième.

#### 2025
En 2025, le Russe s'engage pour une nouvelle campagne en WRC-2. Il commence sa saison au rallye de Monte-Carlo, qu'il termine neuvième au général. Il n'est cependant pas classé en WRC-2, n'ayant pas été nommé dans cette épreuve pour marquer des points dans la catégorie.

## Résultats en rallye

### Championnat du monde des rallye (WRC)
| Saison | Ecurie                     | Voiture                | 1      | 2       | 3       | 4      | 5       | 6       | 7       | 8       | 9      | 10     | 11     | 12     | 13     | 14    | Classement | Points |
| ------ | -------------------------- | ---------------------- | ------ | ------- | ------- | ------ | ------- | ------- | ------- | ------- | ------ | ------ | ------ | ------ | ------ | ----- | ---------- | ------ |
| 2019   | Nikolay Gryazin            | Škoda Fabia R5         | MON    | SWE 15  | MEX     | FRA 12 | ARG     | CHL     | POR 13  | ITA Ret | FIN 10 | ALL 20 | TUR WD |        |        |       | 24e        | 1      |
| 2019   | Nikolay Gryazin            | Škoda Fabia R5 Evo     |        |         |         |        |         |         |         |         |        |        |        | GBR 13 | ESP 23 | AUS C | 24e        | 1      |
| 2020   | Hyundai Motorsport N       | Hyundai i20 R5         | MON 16 | SWE 21  | MEX 7   | EST 19 | TUR     | ITA Ret | MNZ     |         |        |        |        |        |        |       | 18e        | 6      |
| 2021   | Movisport                  | Volkswagen Polo GTI R5 | MON 12 | ARC 12  | CRO Ret | POR 10 | ITA Ret | KEN     | EST Ret | BEL 59  |        | FIN 36 |        |        |        |       | 30e        | 2      |
| 2021   | Movisport                  | Ford Fiesta R5 Mk. II  |        |         |         |        |         |         |         |         | GRE 13 |        |        |        |        |       | 30e        | 2      |
| 2021   | Movisport                  | Škoda Fabia Rally2 evo |        |         |         |        |         |         |         |         |        |        | ESP 10 | MNZ 13 |        |       | 30e        | 2      |
| 2022   | Toksport WRT 2             | Škoda Fabia Rally2 evo | MON 10 | SWE Ret | CRO 10  | POR 28 | ITA 8   | KEN     | EST WD  | FIN Ret | BEL 8  | GRE 10 | NZL    | ESP 13 | JPN    |       | 18e        | 11     |
| 2023   | Toksport WRT 2             | Škoda Fabia Rally2 evo | MON 10 | SWE 11  | MEX Ret | CRO 9  | POR 30  | ITA 34  | KEN     | EST     | FIN 9  | GRE 47 | CHL 10 | EUR 16 | JPN 8  |       | 19e        | 10     |
| 2024   | AEC – DG Sport Compétition | Citroën C3 Rally2      | MON 10 | SWE 19  | KEN     | CRO 8  | POR 7   | ITA 33  | POL 14  | LAT 14  | FIN 9  | GRE 48 | CHL 9  | EUR 6  | JPN 7  |       | 14e        | 24     |
| 2025   | Nikolay Gryazin            | Škoda Fabia RS Rally2  | MON 9  | SWE     | KEN     | CAN    | POR     | ITA     | GRE     | EST     | FIN    | PAR    | CHI    | UE     | JAP    | ARA   | 18e*       | 2*     |

*Saison en cours

### Championnat du monde des rallyes 2  (WRC-2)
| Saison | Ecurie                     | Voiture                | 1     | 2       | 3       | 4     | 5     | 6       | 7       | 8       | 9     | 10     | 11     | 12    | 13     | 14    | Classement | Points |
| ------ | -------------------------- | ---------------------- | ----- | ------- | ------- | ----- | ----- | ------- | ------- | ------- | ----- | ------ | ------ | ----- | ------ | ----- | ---------- | ------ |
| 2019   | Nikolay Gryazin            | Škoda Fabia R5         | MON   | SWE 5   | MEX     | FRA 2 | ARG   | CHL     | POR 5   | ITA Ret | FIN 1 | GER 5  | TUR WD | GBR   |        |       | 4e         | 73     |
| 2019   | Nikolay Gryazin            | Škoda Fabia R5 Evo     |       |         |         |       |       |         |         |         |       |        |        |       | ESP 11 | AUS C | 4e         | 73     |
| 2020   | Hyundai Motorsport N       | Hyundai i20 R5         | MON 3 | SWE 6   | MEX 2   | EST 5 | TUR   | ITA Ret | MNZ     |         |       |        |        |       |        |       | 5e         | 51     |
| 2021   | Movisport                  | Volkswagen Polo GTI R5 | MON   | ARC 3   | CRO Ret | POR 4 | ITA   | KEN     | EST Ret | BEL 2   |       | FIN 6  | ESP    | MNZ   |        |       | 6e         | 77     |
| 2021   | Movisport                  | Ford Fiesta R5 Mk. II  |       |         |         |       |       |         |         |         | GRE 3 |        |        |       |        |       | 6e         | 77     |
| 2022   | Toksport WRT 2             | Škoda Fabia Rally2 evo | MON 3 | SWE Ret | CRO 4   | POR   | ITA 1 | KEN     | EST WD  | FIN Ret | BEL   | GRE 2  | NZL    | ESP 3 | JPN    |       | 5e         | 85     |
| 2023   | Toksport WRT 2             | Škoda Fabia Rally2 evo | MON 2 | SWE     | MEX     | CRO 2 | POR   | ITA 21  | KEN     | EST     | FIN 3 | GRE    | CHL 5  | EUR 6 | JPN 2  |       | 4e         | 96     |
| 2024   | AEC – DG Sport Compétition | Citroën C3 Rally2      | MON 3 | SWE     | KEN     | CRO 1 | POR   | ITA     | POL 6   | LAT     | FIN   | GRE 21 | CHL 2  | EUR 1 | JPN 1  |       | 3e         | 116    |
| 2025   | Nikolay Gryazin            | Škoda Fabia RS Rally2  | MON   | SWE     | KEN     | CAN   | POR   | ITA     | GRE     | EST     | FIN   | PAR    | CHI    | UE    | JAP    | ARA   | NC*        | 0*     |

*Saison en cours

### Championnat d'Europe des Rallyes
| Saison | Ecurie                     | Voiture                | 1       | 2      | 3       | 4       | 5       | 6       | 7      | 8      | 9      | 10      | Position | Points |
| ------ | -------------------------- | ---------------------- | ------- | ------ | ------- | ------- | ------- | ------- | ------ | ------ | ------ | ------- | -------- | ------ |
| 2015   | Sports Racing Technologies | Škoda Fabia R5         | JAN     | LVA    | IRL     | ACO     | YPR     | EST     | CZE    | CYP    | GRC    | VAL 6   | 34e      | 10     |
| 2016   | Sports Racing Technologies | Peugeot 208 R2         | ESP     | IRL 20 | GRC     | ACO Ret | YPR Ret | EST Ret | POL 13 | CZE 29 | LVA 27 |         | NC       | 0      |
| 2016   | Sports Racing Technologies | Škoda Fabia R5         |         |        |         |         |         |         |        |        |        | CYP Ret | NC       | 0      |
| 2017   | Sports Racing Technologies | Škoda Fabia R5         | ACO 5   | ESP 12 | GRC Ret | CYP 33  | POL Ret | CZE 14  | ROM 8  | LVA 1  |        |         | 7e       | 59     |
| 2018   | Sports Racing Technologies | Škoda Fabia R5         | ACO     | ESP 2  | GRC     | CYP     | ROM 27  | CZE 5   | POL 1  | LVA 1  |        |         | 2e       | 129    |
| 2019   | Sports Racing Technologies | Škoda Fabia R5         | AZO     | CAN    | LIE     | POL     | RMC Ret | CZE Ret | CYP    | HUN    |        |         | NC       | 0      |
| 2020   | Nikolay Gryazin            | Hyundai i20 R5         | ITA     | LAT 20 | PRT     | HUN     | ESP     |         |        |        |        |         | 34e      | 1      |
| 2021   | Movisport                  | Volkswagen Polo GTI R5 | POL Ret | LAT 1  | ITA 21  | CZE     | PRT1    | PRT2    | HUN 22 | ESP    |        |         | 9e       | 44     |